# Утіцьких Алевтина Сергіївна
Алевтина Сергіївна Утіцьких (рос. Алевтина Сергеевна Утицких; нар. 14 липня 1988) — російська футболістка, захисниця харківського «Житлобуду-1». Виступала за збірну Росії. Майстер спорту Росії (2016).

## Життєпис
Вихованка воронезького футболу. На дорослому рівні почала грати в команді «Чайка» (Усмань), пізніше виступала за «Приаліт» (Реутов).
З 2007 по 2016 роки виступала за клуб «Рязань-ВДВ», зіграла понад 115 матчів у вищій лізі Росії. Ставала чемпіонкою (2013) і володаркою Кубка Росії (2014 року).
З 2017 року виступає за український клуб «Житлобуд-1». Дебютувала за харківську команду 22 квітня 2017 року в переможному (2:0) виїзному поєдинку 1-о туру чемпіонату України проти «Родини-Ліцей». Алевтина вийшла на поле в стартовому складі та відіграла увесь матч. Дебютним голом за «Житлобуд-1» відзначилася 30 квітня 2017 року на 75-й хвилині переможного (9:0) поєдинку 2-о туру чемпіонату України проти дніпропетровської «Злагоди-Дніпра-1». Утіцьких вийшла на поле в стартовому складі та відіграла увесь матч. Чемпіонка України (2017/18), срібний призер чемпіонату (2017), володарка Кубка України (2017/18).
У 2012 році виступала за збірну Росії, дебютний матч зіграла 24 лютого 2012 року проти Фінляндії. Всього взяла участь в п'яти матчах.